# Сокальський ліцей №1 імені Олега Романіва
Сокальська гімназія імені Олега Романіва — середній загальноосвітній навчально-виховний заклад математичного і філологічного профілів з поглибленим вивченням англійської мови.
27 січня 2010 р. розпорядженням № 157-р КМУ Сокальській гімназії присвоєно ім'я академіка та відомого вченого Олега Романіва.
Від 1 серпня 2017р. — Сокальський НВК «ЗШ І ст. — гімназія» імені Олега Романіва.
Від 12 липня 2018р. — ЗЗСО І-ІІІ ст. Сокальський ліцей № 1 імені Олега Романіва.

## Історія
Сокальська гімназія, завдяки зусиллям сокальчан, була відкрита в 1906 році, напередодні Першої світової війни. Перший випуск гімназистів відбувся в 1914 р.
І з цього часу гімназія стала важливим генератором освіти, культури та національного усвідомлення молоді регіону. Якщо говорити про цей заклад у гімназійному статусі, то в його діяльності слід виділити чотири, різні за історичною долею, періоди:
- Австрійський — 1906—1918 рр.
- Український — 1918—1919 рр.
- Польський — 1919—1939 рр.
- Період німецької окупації — 1941—1944 рр.
- Радянський — 1945—1993 рр.
- Сучасний — з 1993 р. — в умовах відновленої Української держави.

### Австро-угорський період (1906—1918рр.)
Десятилітні старання громадськості міста Сокаля і керівництва повіту про відкриття гімназії успішно завершилися в 1906 році. Місто і повіт зобов'язалися забезпечити місце під будівництво гімназії і скласти готівкою 70 000 корон, а також до серпня 1910 р. виділити приміщення для навчання, помешкання для директора і сторожа. Будівництво навчального корпусу виконали підприємці пп. Кароль Майснер і Петро Домашко за 438 000 корон. Нагляд з боку уряду здійснював радник будівництва Станіслав Вуйціцький, а також постійний у Сокалі урядник інж. Казимир Ґоттвальд.
21 серпня 1906 року цісар Австро-Угорщини підписав розпорядження про відкриття у Сокалі гімназії з польською мовою викладання. Крайова шкільна рада своїм розпорядженням від 29 серпня 1906 р. довірила керівництво закладом Генрикові Копії, професорові гімназії ім. Франца-Йосифа у Львові.
Першого вересня окружний інспектор Юліян Ліскович провів попередній запис учнів. Вступний іспит відбувся 5 і 7 вересня. До нього зголосився 151 учень. Після екзамену зараховано 120 учнів і, крім того, прийнято 20 учнів, які склали іспити в інших закладах. Отже, нова гімназія розпочала заняття з 140 учнями 1-го класу. Урочисте відкриття відбулося 6 вересня.
В 1907—1908 рр. було створено духовий і струнний оркестри, введено навчання юдейської релігії. В цих ж роках проф. Гживяк зорганізував навчання фехтування, та було введено надобов'язкове навчання гімнастики (фізкультури).
В 1909/10 рр. учні створили мандоліновий оркестр, у царині фізичного виховання новиною було придбання власного човна.
Розросталися літературно-наукові, філологічні та музичні гуртки. Виникли також церковний і костельний хори, які прикрашали шкільні богослужіння, що їх відправляли власні шкільні священники.
Починаючи з 1911/12 навч. р., обов'язковими предметами стали українська мова у всіх класах, викладачем якої був проф. Ярослав Біленький.
З 1912 р. Сокальська гімназія налічувала дві дружини скаутів Пласту, який через свою політичну і національну спрямованість був закритий вже у 1924 р.

### Період існуванняЗУНР(1918–1919рр.)
На тлі швидкого і організованого становлення української влади, національного піднесення сокальчан, загальної дисциплінованости і виконавчої активности повітової адміністрації 19 листопада 1918 року була відкрита Українська гімназія у Сокалі. Керівництво нею доручено проф. Ярославові Біленькому, вчителеві гімназії. Колишній директор Генрик Копія усунений від керівництва. Решта викладачів після складання присяги на вірність Західноукраїнській Народній Республіці приступила до праці. Мова викладання — українська. Педагогічний колектив складався з 10 осіб, у тому 6 українців, 3 поляки і один єврей.
З 30 січня до 12 лютого навчання припинилося через наближення фронту і брак матеріалу для опалювання приміщень. Керівництво гімназією з 30 січня до 20 лютого тимчасово обійняв о. Захарій Лехицький. У другому півріччі через нестачу україномовних вчителів дозволялося учителям-полякам викладати польською мовою з умовою вивчити українську і нею вести шкільну документацію.
Сприятливий розвиток української гімназії у Сокалі був перекреслений наступом проти українців армії генерала Галлера, якому не змогла протистояти Українська галицька армія.
17 травня 1919 р. Сокаль зайняли поляки. Відбулися т. зв. репресії щодо вчителів.

### Період приналежності доПольської республіки(1919–1939рр.)
З кінця 1919 по 1939 р. гімназія діяла в умовах посилення полонізації, як головної лінії внутрішньої політики польської влади. українці в ній піддавалися репресіям та переслідуванням, гімназія у ті часи все ж таки виконувала велику місію школи національної консолідації та усвідомлення української молоді.
У цей час діяли гуртки: полоністичний, германістичний, філологічний (класична філологія і антична культура), українознавства (рутеністичний), історико-природничий і математико-фізичний. Шкільні організації, як і студентські гуртки, давали учням добру підготовку до майбутнього громадського життя.
Офіційно організованою структурою був також гімназійний учнівський український хор. До 1933 року він був чоловічий, пізніше змішаний. До хору належали всі учні, які мали належний слух і голос.
23 квітня 1921 року в гімназії відновлено скаутівську організацію Пласт. Вона складалася з двох дружин і творила «Дев'ятий полк ім. гетьмана Петра Дорошенка», а Сокальська станиця підлягала безпосередньо Пластовому Уладу, що провадив свою діяльність під егідою Українського крайового товариства охорони дітей і опіки над молоддю. В 1921/22 навч. році Пласт охоплював 80 гімназистів, що становило 53 % української учнівської молоді; у наступному році кількість учасників зросла до 58,6 % — 105 юнаків.
В березні 1924 року пластунську організацію Сокальської гімназії заборонили.
Протягом 1920—1930 рр. в гімназії була створена і ефективно діяла мережа ОУН, в якій пройшли школу підпільної боротьби численні гімназисти, що стали активними дієвими особами визвольних змагань в час і після Другої світової війни.

### Період німецької окупації (1941—1944рр.)
В 1941/42 навч. р. в гімназії навчалися 622 учні.
Продовжувала діяти підпільна сітка ОУН та її молодіжна організація «Юнацтво ОУН». Групи «Юнацтва» були організовані у переважній більшості класів. Серед учнів, заанґажованих у підпільні структури, поширювалися і передавалися з рук в руки підпільні видання ОУН, в яких домінувало антинімецьке та антисовєтське спрямування («Бюлетень ОУН», «Ідея і Чин» та інші). Вище наведене відноситься до організаційних структур революційної ОУН (бандерівців). В гімназії також існувала малочисельна та маргінальна за впливами комірка ОУН-мельниківців, сформована переважно з молоді, що прибула з Холма.
Восени 1943 року відбулася німецька спеціальна акція — облава на гімназистів під час шкільних занять. Облава викликала велику паніку в гімназії, все учнівство кинулося врозтіч, німці були безпардонно жорстокі, вони почали стріляти за втікачами, внаслідок чого було вбито гімназиста Ярослава Меду. Подія потрясла все місто. Тільки майже через тиждень були відновлені заняття в гімназії.
28 квітня 1943 р. було проголошено утворення дивізії «Галичина». Німеччина сподівалася посилити свої людські ресурси, які вичерпувалися. Для частини гімназистів це була можливість отримати військовий вишкіл, можливість набути воєнного досвіду і подальше використати його в національних військових формуваннях. У цю військову одиницю відійшло чимало гімназистів старших класів і навіть деякі вчителі. До дивізії «Галичина» вступило понад 40 випускників Сокальської гімназії.
Весною 1944 року, коли німецько-радянський фронт став наближатися до Сокаля, дирекція гімназії вирішила припинити тут навчання, а щоб нормально завершити навчальний рік, організовано філію Сокальської гімназії у м. Белзі. Тут навчання проводилося у старовинному двоповерховому будинку XVII ст. В таких умовах закінчувався 1943/44 навчальний рік.

### Радянський період (1944—1993рр.)
У липні 1944 року, без особливих боїв, фронт перемістився на захід, і німецького окупанта на Сокальщині замінив більшовицький. На Сокальщині, як і на всіх теренах Західної України, посилилась боротьба народу з більшовиками і польськими окупантами. Національно свідома молодь не залишалася осторонь від цієї боротьби. Випускники гімназії 1942—1944 років, а також значна частина гімназистів старших класів, були пов'язані з підпіллям і опинилася в рядах УПА, юнацьких організаціях ОУН і в дивізії «Галичина». Воєнна хуртовина примусила майже половину випускників 1942—1944 рр. взятися за зброю. Із 159 випускників гімназії, про яких вдалося зібрати дані, 49 осіб (31 %) пішли до лав УПА, а 30 осіб опинилося в дивізії «Галичина». З цих 79 молодих хлопців та дівчат 28 загинуло в боях. А загально, із вказаних 159 випускників Сокальської гімназії воєнного часу, у боротьбі з німецькими, більшовицькими і польськими окупантами в 40-х роках втратило життя понад 35 чол., тобто загинув майже кожний четвертий. Попали в полон, або були заарештовані і засуджені до різних термінів в концтаборах ще 30 чоловік, з них двоє — засуджено до кари смерті.
Подальша доля 124-х випускників, що, правдоподібно, залишилися живими, склалася по-різному. Значна частина (27 чол.) подалася на Захід. В основному це випускники 1944 р.
Восени 1944 р. у приміщенні гімназії почала функціонувати Сокальська середня школа № 1. Директором середньої школи № 1 спочатку призначено професора гімназії Михайла Тимошика. Але згодом його замінено партійним керівником і шкільним наглядачем учнівства Володимиром Овчаренком, протягом декількох наступних років зміни директорів цієї школи відбувалися досить часто.
Тільки незначна частина (менше 19 %) гімназистів продовжила навчання в Сокальській середній школі восени 1944 р. У 1945 р. закінчили середню школу в Сокалі 15 колишніх гімназистів, у 1946 р. — 13, в 1948 р. — 9.
Окрім корінних мешканців Сокаля і найближчих сіл, в класах появилися синки нової місцевої приїжджої влади, які стали «активом» і опорою керівництва школи. Багато з них навіть були настільки активні, що брали участь в облавах та інших акціях «стрибків», які проводилися у навколишніх селах. Були випадки, коли учні приносили в клас зброю, щоб похвалитися перед однокласниками. Більшість з них поводилися зверхньо щодо місцевих учнів.
Усе, що відбувалося в місті та регіоні, знаходило своє відображення в шкільній атмосфері. Забороняли святкувати релігійні свята, в школі проводилася інтенсивна пропаганда атеїзму і комуністичної ідеології та російського шовінізму.

### Сучасний період (з1993р.)
17-20 червня 1993 р. відбувся конгрес сокальських гімназистів, який був присвячений 50-річчю Сокальської державної гімназії з українською мовою викладання і збігся з 75-річчям Української гімназії в Сокалі (1918). В центрі уваги колишніх гімназистів постало питання про подальшу долю української гімназії в умовах розбудови Української держави. Було підготовлено відповідне звернення до громадськості Сокаля і Сокальщини, державних і громадських установ про всебічне сприяння розвитку гімназіяльної освіти в Сокалі. Згодом представник Президента України у Львівській області видав розпорядження про реорганізацію середньої школи № 1 м. Сокаля у гімназію.
1 вересня 1993 року відновлена Сокальська гімназія гостинно відчинила двері перед майбутніми її вихованцями.